# 木德星君
木德星君，是道教信奉的尊神，为木星的星君。
五星君之一，全称“东方木德岁星重华星君”。“岁星者，木也，日之魂水之精炁也。”姓碧空，名澄东。字清凝，夫人名宝容，字飞灵，居洞阳宫或治青华宫，“东方木德星君，木之精，苍帝之子。真君戴星冠，踢朱履，衣青霞寿鹤之衣，执玉简，垂七宝剑白玉环佩。下管山林，草木，龙蛇，风雷之事。木之气直行仁和司于有德。”“东方岁星主仁，生甲乙，化草木，司春令，宰蠕峭飞动千种化生之虫，凡十二岁纬—周天。”
传说，汉朝学者“东方朔”即是“木德星君”转世，《西游记》中东方朔为东王公（东华帝君）的弟子。